# 시드니 리

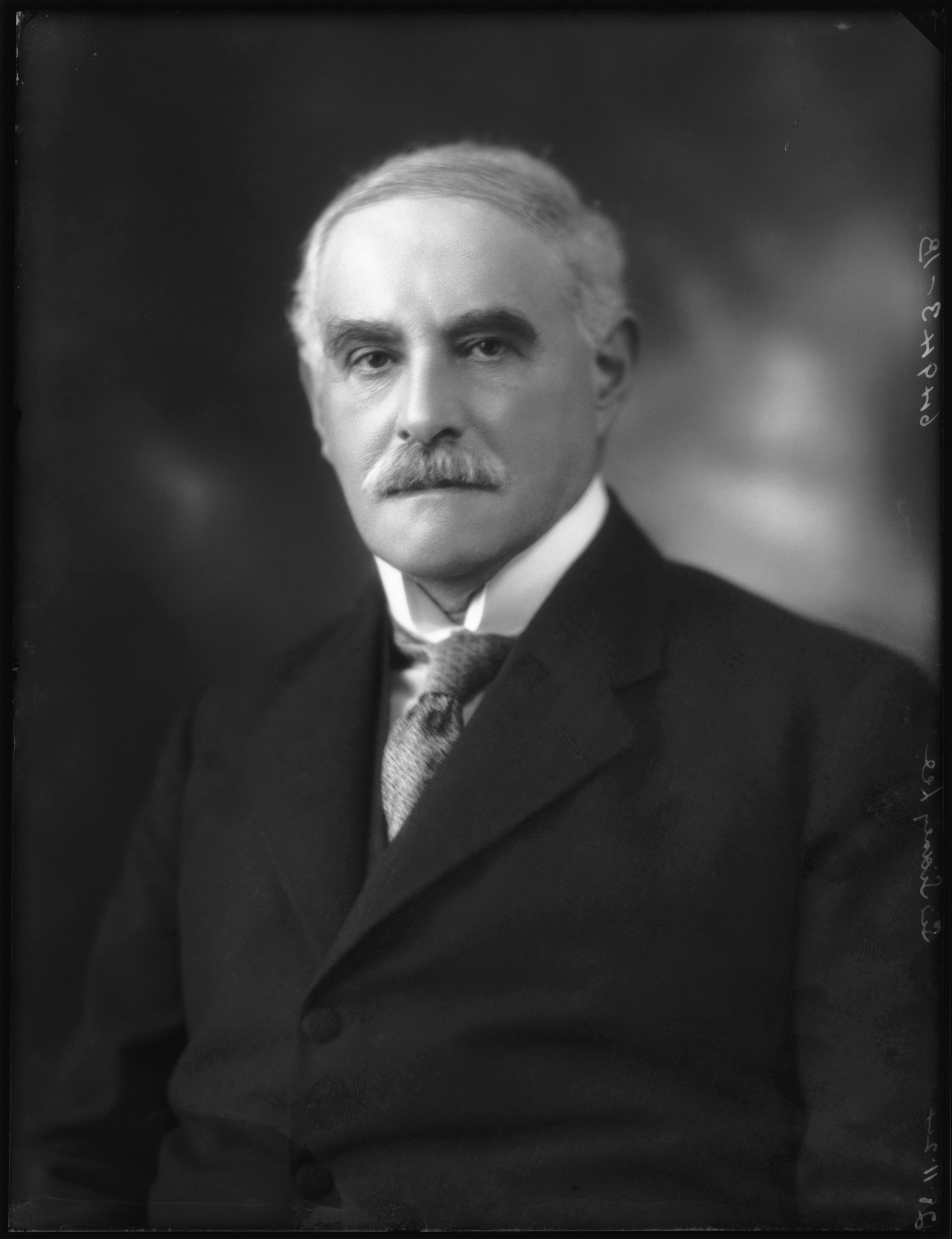

시드니 리(Sidney Lee, 1859년 12월 5일 – 1926년 3월 3일)는 영국의 전기저술가, 작가, 비평가였다.

## 생애
리는 1859년 런던 블룸즈버리 케펠가 12번지에서 솔로몬 라자루스 리의 아들로 태어났다. 런런 시립 학교에서 교육을 받고, 옥스포드 볼리올 컬리지에서 입학했다. 그곳에서 현대사를 전공하여 1882년 졸업했다. 1883년 리는 영국인명사전의 부편집장이 되었다. 1890년, 그는 공동 편집자가 되었고, 1891년 편집자 레슬리 스테픈 경의 은퇴로 편집자의 자리를 이었다.
리는 그 사전에서 800개 이상을 글을 썼으며, 그 중에는 엘리자베스 시대의 작자와 정치인들이 많았다. 그의 누이 엘리자베스 리 또한 그 작업에 참여를 했다.